# Saison 2015-2016 du Massilia Hockey Club
Saison précédente Saison suivante
La saison 2015-2016 du Massilia Hockey Club est la quatrième de l'histoire du club.
L'équipe est entraînée par Luc Tardif Jr..

## Avant-saison
L'arrivée de Luc Tardif a porté ses fruits, l'équipe échoue à remporter le titre de Champion de France de D3 mais la seconde place est tout de même synonyme de montée. Pour cette première saison en D2, le recrutement de Tardif est tourné vers l'international avec pas moins de 8 recrues étrangères. Certains sont expérimentés aux championnats français mais pour beaucoup c'est une première expérience à l'étranger. Les Canadiens Perron et Lemay ne s'acclimatent pas et rentrent au Canada après seulement 4 matchs disputés. Pour les remplacer le club fait appel à Ingman et Sorokine (ex-Roanne) ainsi qu'au défenseur tchèque Kolibár lequel partira également en cours de saison.

## Effectif
| No    | Nom                 | Nat. | Position  | Arrivée                                      |
| ----- | ------------------- | ---- | --------- | -------------------------------------------- |
| +029, | Cyprien Bautru      |      | Gardien   | 2012 - Hiboux d'Aubagne                      |
| +030, | Benoît Niclot       |      | Gardien   | 2015 - Pingouins de Morzine-Avoriaz-Les Gets |
| +009, | Thomas Lebailly – A |      | Défenseur | 2014 - Comèdes de Meudon                     |
| +014, | Romain Lecoq        |      | Défenseur | 2014 - sans club                             |
| +015, | Vivien Huerta       |      | Défenseur | 2012 - Hiboux d'Aubagne                      |
| +016, | Baptiste Schmittlin |      | Défenseur | 2012 - Hiboux d'Aubagne                      |
| +019, | Joris Cella         |      | Défenseur | 2012 - Gabians de Marseille                  |
| +024, | Andrea Ricca        |      | Défenseur | 2015 - Hockey Como                           |
| +044, | Filip Vychodil      |      | Défenseur | 2015 - Jokers de Cergy-Pontoise              |
| +094, | Maxime Lemay        |      | Défenseur | 2015 - Upper Canada College                  |
| +094, | Jan Kolibár         |      | Défenseur | 2015 - HK Jestřábi Prostějov                 |
| +004, | Lucas Orts          |      | Attaquant | 2015 - Lynx de Valence                       |
| +007, | Vivien Capocci      |      | Attaquant | 2013 - Yétis du Mont-Blanc                   |
| +010, | Vladimir Sorokine   |      | Attaquant | 2015 - Renards de Roanne                     |
| +011, | Vincent Perron      |      | Attaquant | 2015 - Filons de Thetford Mines              |
| +011, | Anton Ingman        |      | Attaquant | 2015 - Säffle HC                             |
| +013, | Luc Tardif Junior   |      | Attaquant | 2014 - Brûleurs de loups de Grenoble         |
| +017, | Robin Garnier       |      | Attaquant | 2014 - Yétis du Mont-Blanc                   |
| +021, | Julien Rives – A    |      | Attaquant | 2012 - Boucaniers de Toulon                  |
| +027, | Grégory Trucy       |      | Attaquant | 2014 - Boucaniers de Toulon                  |
| +038, | Jordy Anglés        |      | Attaquant | 2015 - Étoile noire de Strasbourg            |
| +051, | Morgan Pagni        |      | Attaquant | 2014 - Rattlers de Bradford                  |
| +067, | Roman Novotný – C   |      | Attaquant | 2013 - Corsaires de Nantes                   |
| +089, | Viktor Coufal       |      | Attaquant | 2015 - HK Jestřábi Prostějov                 |
| +093, | Audrick Alga        |      | Attaquant | 2012 - Lynx de Valence U22                   |

## Tenues utilisées par l'équipe
| Tenue domicile | Tenue extérieur |

## Compétitions

### Championnat

#### Saison Régulière

##### Classement et statistiques

###### Classement
| Clt   | Équipe             | PJ | V  | VP | D  | DP | BP | BC | Diff | Pts |
| ----- | ------------------ | -- | -- | -- | -- | -- | -- | -- | ---- | --- |
| +001, | Cergy-Pontoise     | 16 | 12 | 3  | 1  | 0  | 90 | 35 | +55  | 42  |
| +002, | Villard-de-Lans    | 16 | 10 | 1  | 5  | 0  | 63 | 46 | +17  | 32  |
| +003, | Limoges            | 16 | 9  | 0  | 6  | 1  | 70 | 50 | +20  | 28  |
| +004, | Asnières-sur-Seine | 16 | 9  | 0  | 7  | 0  | 73 | 84 | -11  | 27  |
| +005, | Évry Viry          | 16 | 9  | 0  | 7  | 0  | 63 | 67 | -4   | 27  |
| +006, | Amnéville          | 16 | 7  | 2  | 6  | 1  | 68 | 64 | +4   | 26  |
| +007, | Wasquehal          | 16 | 4  | 0  | 11 | 1  | 56 | 87 | -31  | 13  |
| +008, | Chambéry           | 16 | 3  | 0  | 10 | 3  | 55 | 84 | -29  | 12  |
| +009, | Marseille          | 16 | 2  | 1  | 12 | 1  | 51 | 72 | -21  | 9   |

- Qualifié pour les huitièmes de finale
- Dispute la poule de maintien

###### Statistiques de la poule
| Équipe             | MJ | Supériorité numérique | Supériorité numérique | Supériorité numérique | Supériorité numérique | Inferiorité numérique | Inferiorité numérique | Inferiorité numérique | Inferiorité numérique |
| Équipe             | MJ | BPSUP                 | NB                    | %                     | BCSUP                 | BCINF                 | NB                    | %                     | BPINF                 |
| ------------------ | -- | --------------------- | --------------------- | --------------------- | --------------------- | --------------------- | --------------------- | --------------------- | --------------------- |
| Amnéville          | 16 | 7                     | 111                   | 6.31                  | 1                     | 13                    | 104                   | 87.5                  | 3                     |
| Asnières-sur-Seine | 16 | 14                    | 95                    | 14.74                 | 5                     | 16                    | 92                    | 82.61                 | 3                     |
| Cergy-Pontoise     | 16 | 17                    | 90                    | 18.89                 | 3                     | 7                     | 91                    | 92.31                 | 3                     |
| Chambéry           | 16 | 12                    | 93                    | 12.90                 | 3                     | 17                    | 80                    | 78.75                 | 0                     |
| Évry Viry          | 16 | 11                    | 92                    | 11.96                 | 2                     | 15                    | 81                    | 81.48                 | 2                     |
| Limoges            | 16 | 12                    | 85                    | 14.12                 | 2                     | 8                     | 85                    | 90.59                 | 4                     |
| Marseille          | 16 | 13                    | 81                    | 16.05                 | 3                     | 11                    | 111                   | 90.09                 | 1                     |
| Villard-de-Lans    | 16 | 18                    | 93                    | 19.35                 | 0                     | 11                    | 79                    | 86.08                 | 3                     |
| Wasquehal          | 16 | 11                    | 78                    | 14.10                 | 3                     | 17                    | 95                    | 82.11                 | 3                     |

## Statistiques

### Statistiques collectives
| Compétition      | Débute au tour | Termine      | Matches joués | Victoires | Victoires prl/tab | Défaites | Défaites prl/tab | Buts pour | Buts contre | Différence |
| ---------------- | -------------- | ------------ | ------------- | --------- | ----------------- | -------- | ---------------- | --------- | ----------- | ---------- |
| Saison Régulière | -              | -            | 16            | 2         | 1                 | 12       | 1                | 51        | 72          | -21        |
| Play-down        | -              | -            | 4             | 3         | 0                 | 1        | 0                | 12        | 10          | +2         |
| Coupe de France  | Premier tour   | Premier tour | 1             | 0         | 0                 | 1        | 0                | 1         | 6           | -5         |
| Total            | -              | -            | 21            | 5         | 1                 | 14       | 1                | 64        | 88          | -24        |

## Résumé de la saison
La saison débute bien pour les Marseillais, le premier match de l'histoire du club est joué à Amnéville équipe habituée aux joutes de la Division 2. Les Spartiates ramènent la victoire de la Moselle et lancent parfaitement leur début de saison. Cependant la suite est moins rose. Une défaite lors de la deuxième journée à domicile fait mal. En Coupe de France également l'expérience est amère, une élimination cinglante chez le voisin montpelliérain dès le premier tour. Seul Chambéry sera une équipe qui réussit aux Marseille. Une victoire étriquée aux tirs au but à domicile et une victoire large à l'extérieur seront les deux seuls nouveaux succès du club. Avec seulement trois victoires dont une en prolongation les Marseillais finissent dernier d'une poule de haut-niveau, en effet sur 8 qualifiés en play-offs six iront en quart de finale et trois arriveront en demi-finale.
En play-down les Marseillais affrontent la jeune réserve strasbourgeoise. Dans une ronde au meilleur des 5 matchs les Spartiates s'imposent deux fois à domicile et vont remporter la manche lors du match 4 en Alsace en blanchissant le CSGSA.

## Bilan
Trois victoires seulement pour une première saison en D2. L'apprentissage est difficile pour les Provençaux mais l'objectif du maintien est acquis au forceps lors du play-down.

## Joueurs en sélections nationales
Arrivé en tant qu'international espagnol, Jordy Anglés est sélectionné par Luciano Basile pour participer au tournoi de qualification olympique avec l'Espagne.
| Joueur       | Équipe  | Compétition                        | PJ | B | A | Pts | Pun |
| ------------ | ------- | ---------------------------------- | -- | - | - | --- | --- |
| Jordy Anglés | Espagne | Tournoi de qualification olympique | 3  | 1 | 0 | 1   | 0   |